# 忘れじの歌
『忘れじの歌』（わすれじのうた）は宝塚歌劇団のミュージカル作品。1938年初演。

## ストーリー
※『宝塚歌劇100年史（舞台編）』の1982年・宝塚バウホール公演参考。
新進画家のダルメンとジェーンは互いに愛し合っていたが、歌姫のメルバがダルメンに愛の歌を捧げたことから、人々の噂の渦に巻き込まれ誤解したまま別れてしまう。戦争が二人を遠くに隔てたが、戦争で傷つき失明したダルメンのため、ジェーンは名前を偽り彼の付き添い看護士となるのであった。傷ついた恋人に献身的な愛を捧げる女性との純愛物語が描かれる。

## 上演記録
1938年・星組
1月1日から1月31日まで宝塚大劇場、3月3日から3月29日まで東京宝塚劇場、4月1日から4月10日まで名古屋宝塚劇場、10月23日から10月30日まで静岡宝塚劇場で公演。
宝塚の形式名は「オペレツト」、宝塚は8場。
宝塚の併演作品は『満州より北支へ』、東京は『さくら娘』（宝塚未公演の作品）と『満州より北支へ』、名古屋は『五人道成寺』と『満州より北支へ』、静岡は『寶三番叟』と『寶塚をどり』。
1967年・雪組
1月2日から1月29日まで新宿コマ劇場、3月2日から3月23日まで宝塚大劇場で公演。
宝塚の形式名は「ミュージカル・ロマンス」、宝塚は9場。
併演作品は『タカラジェンヌに乾杯!』
1982年・星組
2月21日から3月7日まで宝塚バウホールで公演。
形式名は「バウ・ミュージカル」。2幕。

## スタッフ

### 1938年・宝塚大劇場公演（スタッフ）
- 作・振付[2]：白井鐵造
- 音楽[7]：須藤五郎/岡政雄

### 1938年・東京宝塚劇場公演（スタッフ・主な人物）
- 白井鐵造[3]

### 1938年・名古屋宝塚劇場公演（スタッフ・主な人物）
- 白井鐵造[4]

### 1938年・静岡宝塚劇場公演（スタッフ・主な人物）
- 白井鐵造[4]

### 1967年・新宿コマ劇場公演（スタッフ・主な人物）
- 白井鐵造[8]

### 1967年・宝塚大劇場公演（スタッフ）
- 作・演出[9]：白井鐡造
- 作曲[9]：高井良純
- 音楽指揮[9]：野村陽児
- 振付[9]：鈴木武
- 装置[9]：石浜日出雄
- 衣装[9]：小西松茂
- 照明[9]：今井直次
- 小道具[9]：生島道正
- 効果[9]：東信行
- 録音[9]：松永浩志
- 演出補[9]：大関弘政
- 演出助手[9]：草野旦
- 制作[9]：野田浜之助

### 1982年（スタッフ・主な人物）
スタッフ
- 作[1]：白井鐡造
- 演出[1]：大関弘政
- 音楽：中元清純
- 編曲：小高根凡平
- 振付：鈴木武
- 装置：石浜日出雄
- 衣装：静間潮太郎
- 照明：今井直次
- 演出補：三木章雄
- 演出助手：小池修一郎
- 録音演奏：宝塚ニューサウンズ
- 音楽制作：野村修
- 制作：久国高
- 企画・制作：宝塚歌劇団
- 主催：宝塚企画

## 出演者

### 1938年・宝塚大劇場（主な配役）
- ダルメン - 葦原邦子[2]
- ジェイン - 櫻緋紗子[2]
- メルバ - 草笛美子

### 1967年・宝塚大劇場公演（主な配役）
- マッケンジー博士、ダルメン - 真帆志ぶき[9]
- ジェーン - 八汐路まり[9]
- 公爵夫人 - 大路三千緒[9]
- メルバ - 加茂さくら[9]
- リスター伯 - 葉月恵[9]
- メルドラム公 - 水島みのる[9]
- ハリー - 牧美佐緒[9]
- ジョージ - 亜矢ゆたか[9]
- ブランド - 安芸ひろみ[9]
- ヘンリー - 大滝子[9]
- スーザン - 大原ますみ[9]
- ビリー - 汀夏子[9]
- ピーター - 安奈淳[9]

### 1967年・新宿コマ劇場公演（雪組と特別出演者）
- 雪組は選抜スターのみ[10]
- 八汐路まり[10]

### 1982年（主な配役）
- シモンズ 歌川波瑠美（専科）
- マッケンジー博士(ドクトル・マッケンジー) 但馬久美　ダルメンの主治医
- メルドラム公爵夫人  藤京子
- ダルメン 峰さを理[1]人気画家(主役・主人公)
- ブランド 日向薫 ダルメンの親友、医者、ジェーンの幼なじみ
- メルバ 愛原さゆ美 有名なプリマドンナ
- キャサリン ありす未来
- ウィリー 紫苑ゆう
- ジェーン 秋篠美帆[1]メルダラム公爵の姪(主役・主人公)
- ポリーヌ 葦川牧

主な出演者
（専科）小柳日鶴
（星組）宝城さゆり、高瀬美亜、吹雪仁美、夏美よう、綾羽絽美、藤花雪絵、あずみれいか、隼れん、加彩りか、匠鴻、加茂川志ぶき、鞠村奈緒、夏野陽子、花愛望都、洲悠花、久留美純、湖映佳奈子

## 主な楽曲
- 思い出はいつまでも
- 忘れじの歌
- 思い出の歌
- 幾たび迷いし心
- 美しき筆のあとに

（作詞：白井鐵造 作曲：中元清純）
- 魅惑の女王メルバ

（作詞：大関弘政 作曲：中元清純）
- 珠数の唄

関連
- 忘れじの歌（アニー・ローリー）Annie Lawrie 葦原邦子[11]
- 忘れじの歌

（作詞：白井鐵造  作曲：髙井良純）
『宝塚歌劇－戦後編－ OH TAKARAZUKA!!』（CD3枚組・COCA-11212B）
DISC3 歌唱：真帆志ぶき
（関連）曲
- アニー・ローリー（Annie Laurie）（スコットランド民謡）
- ロッホ・ローモンド（（Loch Lomond ）（Comin' thro' the Rye（ライ麦畑を通り抜け））（スコットランド民謡）

主な放送
- 忘れじの歌(バウ・ミュージカル) 1982年 星組宝塚バウホール公演 タカラヅカスカイステージほか